# Sara Wortmann
Sara Wortmann (* 3. August 1983 in Vechta) ist eine deutsche Theaterschauspielerin.

## Leben
Wortmann wuchs in Sulingen auf. Nach dem Abitur im Jahre 2003 begann sie ihre Schauspielausbildung in Hamburg. 2006 wurde sie mit dem Friedrich-Schütter-Nachwuchspreis ausgezeichnet. Von 2005 bis 2007 war sie in einigen Produktionen am Ernst-Deutsch-Theater Hamburg zu sehen. Im Anschluss ging Wortmann ins Festengagement ans Schlosstheater Celle. 2010 bis 2014 gehörte sie zum festen Ensemble des Theater Lübeck. Seit 2014 arbeitet sie als freie Schauspielerin und Sängerin.

## Rollen

### Film (Auswahl)
- 2016: Tatort: Borowski und das verlorene Mädchen
- 2018: Soko Wismar

### Theater (Auswahl)

#### Theater Lübeck – als Gast
- Ball im Savoy
- Patti Smith – Wahrheit ist in allen Dingen
- Labor – Mutter Courage
- Kaufmann von Venedig

#### Theater Lübeck – Festengagement 2010–2014
- Immer noch Sturm
- Der Blaue Engel
- König Lear
- Willy Brandt
- Liebe und Rebellion
- Leonce und Lena
- Winterreise
- Hiob
- The Rocky Horror Show
- Viel Lärm um Nichts
- Tartuffe
- Johnny Cash
- Yerma
- The Black Rider

#### Schlosstheater Celle 2007–2010
- Die Nibelungen
- Othello
- Die 39 Stufen
- Buddenbrooks
- Himmelwärts
- Die Zofen
- My Fair Lady
- Johnny Johnson
- Im Weißen Rössl
- Wer hat Angst vor Virginia Woolf?

#### Ernst-Deutsch-Theater 2005–2007
- Die Go-Spielerin
- Der Teufel mit den drei goldenen Haaren
- Frau Holle